# Estranho Triângulo
Estranho Triângulo é um filme brasileiro de 1970 dirigido por Pedro Camargo. O filme trata entre uma série de assuntos, a questão da homossexualidade, muito embora de forma sútil.

## Elenco
Em ordem de apresentação nos letreiros
- Carlo Mossy como Durval;
- Leila Santos como Suzana;
- José Augusto Branco como Werner;
- José Wilker como Walter;
- Dinorah Brillante como Madame;
- Lúcia Alves como a garota de Durval.